# Narraga nelvae
Narraga nelvae là một loài bướm đêm trong họ Geometridae.